# Taspoglutide
Taspoglutide là một loại dược phẩm, một chất chủ vận peptide-1 giống glucagon (chất chủ vận GLP-1), đang được điều tra để điều trị bệnh tiểu đường loại 2 đang được phát triển bởi Ipsen và Roche.
Hai thử nghiệm pha II báo cáo rằng nó có hiệu quả và dung nạp tốt.
Trong số tám thử nghiệm lâm sàng giai đoạn III theo kế hoạch của taspoglutide hàng tuần (bốn thuốc chống exenatide, sitagliptin, insulin glargine và pioglitazone), ít nhất năm đã hoạt động vào năm 2009. Kết quả sơ bộ đầu năm 2010 đã thuận lợi. (Ít nhất một trong tám thử nghiệm giai đoạn III đã được lên kế hoạch đã không bắt đầu tuyển dụng vào cuối năm 2009.)
Vào tháng 9 năm 2010, Roche đã tạm dừng các thử nghiệm lâm sàng giai đoạn III do các phản ứng quá mẫn nghiêm trọng và tác dụng phụ đường tiêu hóa.
Tính đến  năm May 2013 không có thử nghiệm mới đã được đăng ký. 

## Hóa học
Taspoglutide là peptide với chuỗi H2N-His-2-metyl-Ala-Glu-Gly-Thr-Phe-Thr-Ser-Asp-Val-Ser-Ser-Tyr-Leu-Glu-Gly-GLN-Ala -Ala-Lys-Glam-Phe-Ile-Ala-Trp-Leu-Val-Lys-2-methyl-Ala-Arg-CONH2.
Nói cách khác, đó là dẫn xuất 8-(2-methylalanine) -35- (2-methylalanine)-36-L-argininamide của chuỗi amino acid 7.